# Orange, Vaucluse
Orange (provansalsko Aurenjo, okcitansko Aurenja) je mesto in občina v departmaju Vaucluse regije Provansa-Alpe-Azurna obala v jugovzhodni Franciji. Po oceni iz leta 2017 je mesto imelo 28.919 prebivalcev. Je približno 21 km severno od Avignona, na meji departmaja z Gard, ki sledi Roni. Orange je drugo najbolj naseljeno mesto v Vaucluseu, takoj za Avignonom.
Orange je od leta 1981 pod imenom Rimsko gledališče z okolico in Slavolok zmage mesta Orange na UNESCOvem seznamu svetovne kulturne dediščine.

## Ime
Naselbina je potrjena kot Arausio in Arausion v 1. in 2. stoletju našega štetja, nato kot civitas Arausione v 4. stoletju, civitas Arausicae leta 517 (preko germanizirane oblike *Arausinga), Aurengia civitatis leta 1136 in kot Orenga leta 1205.
Ime Arausio je mogoče razložiti kot galsko ar-aus(i)o- ('tempelj, lice'), ki samo izhaja iz starejšega protokeltskega *far-aws(y)o-, kar dobesedno pomeni 'pred uho' (prim. staroirsko ara, arae; starogrško pareiaí, parauai < *par-ausiā). Sorodno je z imenom drugih antičnih naselbin, vključno z Arausa, Arausia, Arausona (Dalmacija) in bližnjim Oraisonom (Alpes-de-Haute-Provence).

## Zgodovina
Orange je bila prvotno galska naselbina Arausio, pri kateri se je leta 105 pr. n. št. odvijala bitka, v kateri so plemena Kimbrov in Tevtonov hudo porazila dve rimski legiji.
Rimsko naselbino so ustanovili leta 35 pr. n. št. veterani druge galske rimske legije kot Colonia Julia Firma Secundanorum Arausio, ki je postala središče obsežnega ozemlja severne Provanse. Kraj, sprva poimenovan po galskem vodnem božanstvu, je šele kasneje dobil povezavo s sadjem pomaranče. V 4. stoletju je bila v njem ustanovljena škofija, ki je gostila dve sinodi (v letih 441 in 529). Slednja je bila pomembna zaradi Pelagijeve herezije. Škofija je obstajala vse do francoske revolucije, ko je bila formalno ukinjena s konkordatom leta 1801, njeno ozemlje pa je bilo priključeno škofiji v Avignonu.
Suvereni karolinški knezi Oranski so izvirali iz 8. stoletja, nasledstvo je prešlo na gospostvo Baux, ki je postalo povsem neodvisno z razpustitvijo Arležanskega kraljestva po letu 1033. Leta 1163 je bil Orange znotraj Svetorimskega cesarstva povzdignjen na raven kneževine.
Ko je nassavski grof Viljem Tihi podedoval naslov oranskega kneza leta 1544, je bila sama kneževina vključena v posesti novonastale hiše Orange-Nassau. To jo je v času verskih vojn postavilo na protestantsko stran. Ob začetku osemdesetletne vojne leta 1568 je Viljem kot poveljnik vodil boj za nizozemsko neodvisnost od Španije, po njegovi usmrtitvi leta 1584 pa ga je na tem mestu zamenjal njegov sin Mavricij Oranski, ki je utemeljil neodvisnost Republike nizozemskih provinc, kasnejše Nizozemske, kateri še danes vlada rodbina Orange-Nassau. Princ Viljem III. Oranski je vladal Angliji kot Viljem III. Angleški (1650–1702). Ime Orange je tudi drugod po svetu pod nizozemskim vplivom, npr. Svobodna država Oranje v Južnoafriški republiki, tako so jo poimenovali Buri, nekdanji naseljenci nizozemskega porekla.
Mesto Orange je ostalo del razpršenih nassavskih posesti vse do njegove osvojitve s strani francoskih sil pod Ludvikom XIV. 1672 med francosko-nizozemsko vojno, s sporazumom v Utrechtu 1713 pa je bilo dokončno predano Franciji. Po francoski revoluciji je bil prvotno v departmaju Drôme, nato v Bouches-du-Rhône, na koncu pa pristal v departmaju Vaucluse.
V mestu se danes nahaja oddelek Francoske tujske legije – 1er REC (prvi tujski konjeniški polk).
- Orange v Table Peutinger
- Rimski kataster Orange
- Slavolok Orange
- Rimsko gledališče Orange

## Administracija
Orange je sedež kantona Orange z občinami Caderousse, Orange in Piolenc.
Oba kantona sta sestavna dela okrožja Avignon.

## Znamenitosti
Mesto je znano po svoji rimski arhitekturi, njegovo rimsko gledališče Orange pa je opisano kot najbolj impresivno še obstoječe v Evropi. Starost slavoloka ni jasna, vendar trenutne raziskave sprejemajo napis kot dokaz o datumu v času vladavine cesarja Avgusta. Unesco je leta 1981 slavolok, gledališče in okolico uvrstil na seznam svetovne dediščine.
Musée (Muzej) prikazuje največje (7,56 x 5,90 m) katastrske rimske karte, ki so jih kdaj našli, vgravirane na marmorju. Pokrivajo območje med Orangeom, Nîmesom in Montélimarjem.
- Rimsko gledališče, obnovljeno 1869, je danes prizorišče vsakoletnega opernega festivala Chorégies d'Orange,
- Slavolok Orange; sodobni raziskovalci ga datirajo v čas cesarja Avgusta (63 pr. n. št.–14 n. št.); je bil zgrajen na nekdanji rimski cesti via Agrippa v slavo veteranom galskih vojn in Legije II. Auguste, kasneje pod Tiberijem preoblikovano v spomin na Germanikove zmage nad germanskimi plemeni v Porenju. Slavolok vsebuje napis posvečen cesarju Tiberiju v letu 27. Okrašen je z različni reliefi na vojaško temo, vključno s pomorskimi bitkami in boji Rimljanov z Germani in Galci.
- Stolnica Notre-Dame-de-Nazareth, zgrajena 1208, samostan 1338 (porušen 1563), med verskimi vojnami 1561 opustošena.
- Mestni park na hribu Saint-Eutrope, na njem se je nekdaj nahajala citadella, porušena po odloku Ludvika XIV.
- dvorec Oranjskih princev.

## Pobratena mesta
Orange je pobraten z:
- Breda, Nizozemska (1963)
- Biblos, Libanon (2004)
- Diest, Belgija (1963)
- Dillenburg, Nemčija (1963)
- Jarosław, Poljska (2000)
- Kielce, Poljska (1992)
- Rastatt, Nemčija (1965)
- Spoleto, Italija (1981)
- Vélez-Rubio, Španija (2004)
- Weifang, Kitajska (2004)

Orange oblikuje Zvezo Orange mest skupaj z Bredo, Diestom in Dillenburgom.